# Ferran Sotorra i Salvadó
Ferran Sotorra i Salvadó (Vallfogona de Riucorb, 5 de novembre del 1892 - Sabadell, 18 d'agost de 1936) fou un metge i polític català.

## Biografia
Fill del Dr. Feliu Sotorra i Massó i d'Antònia Salvadó i Minguell, Ferran Sotorra va cursar el batxillerat al col·legi de l'Escola Pia de Sarrià de Barcelona i va ingressar a la Facultat de Medicina de la Universitat de Barcelona. Acabada la carrera, l'exercí temporalment a Sant Joan de les Abadesses i, més tard, a Sant Quirze del Vallès, des d'on seguidament passà a exercir a Sabadell fins que es va morir. En aquesta darrera ciutat fou metge de l'Asil de les Germanetes dels Avis Desemparats, de I'Hospital i Casa de Beneficència i de la Clínica de Nostra Senyora de la Salut al Pavelló antituberculós Victòria Eugènia i a la Mútua Sabadellenca. Durant els anys 1932-1935 va ser president de l'Acadèmia Catòlica. Va ser també regidor de Cultura de l'Ajuntament de Sabadell. Va morir assassinat en una carretera del rodal de Terrassa el 18 d'agost del 1936, a l'edat de 43 anys.